# Hans Moser (ruiter)
Hans Moser (Oberdiessbach, 19 januari 1901 - Thun, 18 november 1974) was een Zwitsers ruiter uit, die gespecialiseerd was in dressuur en Eventing. Moser maakte zijn debuut tijdens de Olympische Zomerspelen 1936, tijdens dit toernooi behaalde hij bij de dressuur de tweeëntwintigste  plaats en bij de eventing werd hij tevens tweeëntwintigste. Bij de volgende Olympische spelen twaalf jaar later werd Moser olympisch kampioen in de dressuur.

## Resultaten
- Olympische Zomerspelen 1936 in Berlijn 22 individueel dressuur met Revue
- Olympische Zomerspelen 1936 in Berlijn 22e individueel eventing met Sergius
- Olympische Zomerspelen 1936 in Berlijn uitgevallen landenwedstrijd eventing met Sergius
- Olympische Zomerspelen 1948 in Londen  individueel dressuur met Hummer

1912: Carl Bonde ·
1920: Janne Lundblad ·
1924: Ernst Linder ·
1928: Carl Friedrich von Langen ·
1932: Xavier Lesage ·
1936: Heinz Pollay ·
1948: Hans Moser ·
1952: Henri Saint Cyr ·
1956: Henri Saint Cyr ·
1960: Sergej Filatov ·
1964: Henri Chammartin ·
1968: Ivan Kizimov ·
1972: Liselott Linsenhoff ·
1976: Christine Stückelberger ·
1980: Elisabeth Theurer ·
1984: Reiner Klimke ·
1988: Nicole Uphoff ·
1992: Nicole Uphoff ·
1996: Isabell Werth ·
2000: Anky van Grunsven ·
2004: Anky van Grunsven ·
2008: Anky van Grunsven ·
2012: Charlotte Dujardin ·
2016: Charlotte Dujardin ·
2020: Jessica von Bredow-Werndl ·
2024: Jessica von Bredow-Werndl